# Platypalpus laticinctus
Platypalpus laticinctus är en tvåvingeart som beskrevs av Walker 1851. Platypalpus laticinctus ingår i släktet Platypalpus och familjen puckeldansflugor. Arten är reproducerande i Sverige. Inga underarter finns listade i Catalogue of Life.